# اردیبهشت ۱۳۸۸
اردیبهشت ۱۳۸۸، دومین ماه سال ۱۳۸۸ هجری خورشیدی است.
آغاز آن سه‌شنبه: ۱ اردیبهشت ۱۳۸۸ (۲۱ آوریل ۲۰۰۹ میلادی)

## رویدادها
- اتحادیۀ اروپا خواهان آزادی رکسانا صابری شد.[۱]
- ۵۶ زائر ایرانی در انفجار تروریستی شرق عراق کشته شدند [۲]
- مأموریت نظامی بریتانیا در عراق پایان یافت [۳]
- سوءقصد به جان خانواده سلطنتی هلند [۴]، [۵]
- شرکت اتومبیل‌سازی کرایسلر پس از ۸۴ سال اعلام ورشکستگی کرد [۶]، [۷]